# Вілія (притока Пруту)
Вілія — річка у Кельменецькому та Бричанському районах України (Чернівецька область) та Молодови, ліва притока Пруту (басейн Дунаю).

## Опис
Довжина річки приблизно 41 км. Формується з багатьох безіменних струмків та водойм.

## Розташування
Бере початок на східній околиці села Бузовиця. Тече переважно на південний схід і у селі Лукачівка перетинає українсько-молодовський кордон. На кордоні Молдови з Румунією проти села Красналеука впадає у річку Прут, ліву притоку Дунаю.
Населені пункти вздовж берегової смуги: Вовчинець, Новоселиця, Нелипівці, Росошани, Катюжень, Берлінць, Білявинці, Баласінешть, Перерита, Тецкани.
Річку перетинає автомобільна дорога Р63